# Амасян, Тигран
Тигран Амасян (арм. Տիգրան Համասյան; род. 17 июля 1987, Гюмри, Армянская ССР, СССР) — армянский пианист и композитор, работающий в жанре джаза, фьюжна и академической импровизации. Наиболее известен авторскими композициями, в которых сочетаются элементы армянской народной музыки, джаза и прогрессивного рока. Лауреат международных джазовых конкурсов и фестивалей, включая мероприятия в Париже, Монтрё и Москве.

## Биография
Тигран Амасян родился в 1987 году в Гюмри, Армения. Его предки были родом из Карса. В возрасте трёх лет начал играть на семейном пианино, а с шести лет обучался в музыкальной школе. В детстве увлекался роком и мечтал стать трэш-метал гитаристом. В десять лет, переехав с семьёй в Ереван, начал изучать джаз под руководством пианиста и педагога Ваагна Айрапетяна, ученика американского джазового пианиста Барри Харриса.
С раннего возраста участвовал в фестивалях и конкурсах: уже в 2003 году, в возрасте 16 лет, выиграл престижный конкурс пианистов на джазовом фестивале в Монтрё. В том же году вместе с семьёй переехал в Лос-Анджелес, где поступил в Университет Южной Калифорнии. Там он в течение двух лет изучал джаз, сотрудничая с такими известными музыкантами, как басист Альфонсо Джонсон и пианист Алан Паскуа. Позже перевёлся в школу The New School в Нью-Йорке, но вскоре решил оставить обучение, полностью сосредоточившись на профессиональной музыкальной карьере.
Первый студийный альбом Амасяна, World Passion, вышел в 2004 году, когда ему было 17 лет. В 2006 году он выиграл престижный международный конкурс пианистов имени Телониуса Монка. В последующие годы Амасян выпустил альбомы New Era (2008), Red Hail (2009), A Fable (2011), за который получил премию Victoires de la Musique (французский аналог премии Грэмми), Shadow Theater (2013), а также Luys i Luso (2015), где совместно с Ереванским государственным камерным хором переосмыслил армянскую духовную музыку V–XX веков.
Альбом Mockroot, выпущенный в 2015 году на лейбле Nonesuch, принёс Амасяну премию ECHO Jazz в категории «Международный инструменталист года (фортепиано)». Последующие альбомы включают An Ancient Observer (2017), мини-альбом For Gyumri (2018), альбомы The Call Within (2020), StandArt (2022) и The Bird of a Thousand Voices (2024), последний из которых стал первым на лейбле Naïve и вдохновлён армянским фольклором.
В 2021 году Тигран Амасян получил престижную премию Deutscher Jazzpreis в международной категории «фортепиано/клавишные».

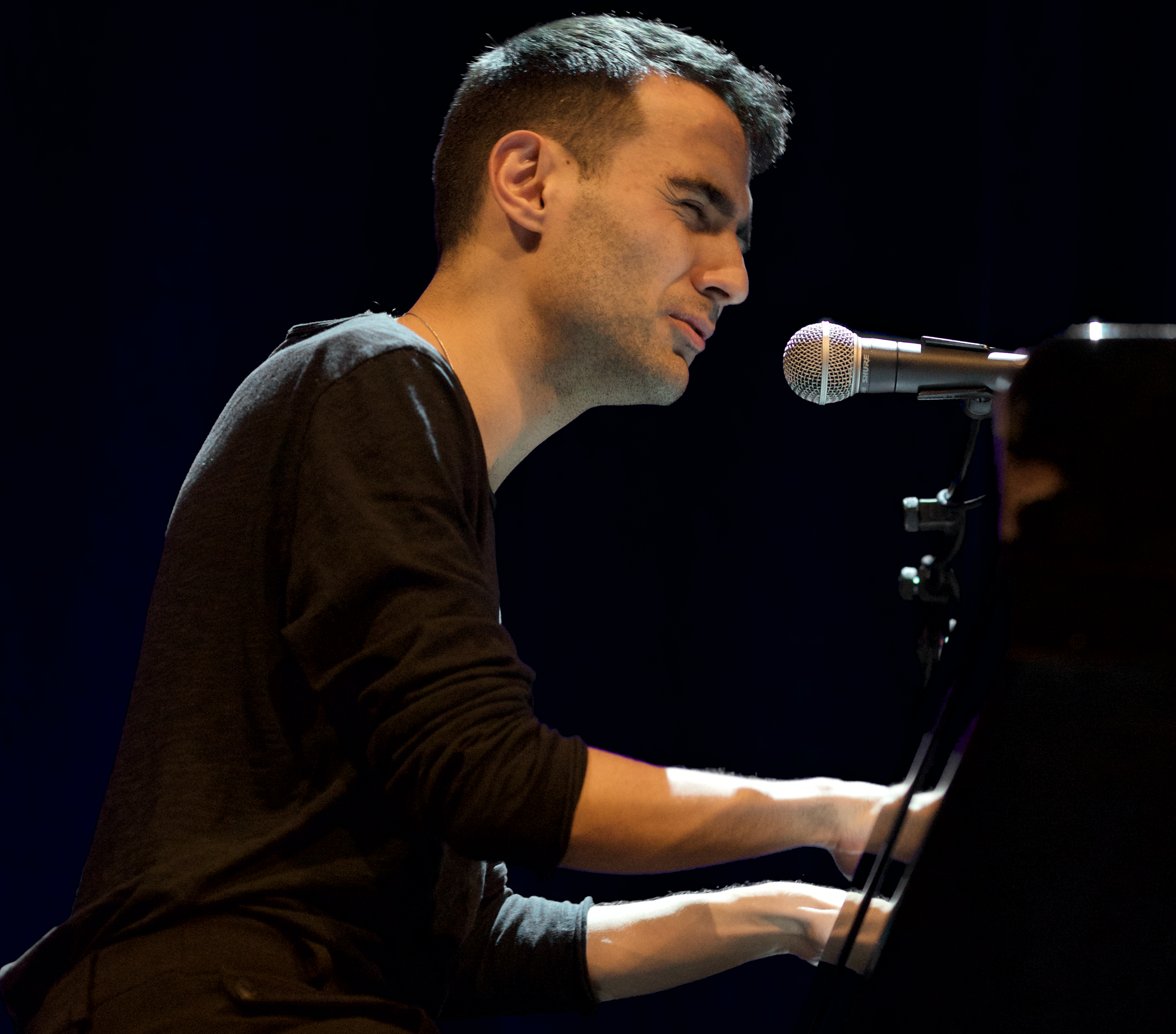
Тигран Амасян на фестивале Transition в Тиволи-Фреденбург, Утрехт (Нидерланды), 8 апреля 2017 года

Амасян известен своей уникальной музыкальной стилистикой, сочетающей элементы джаза, прогрессивного рока, армянского фольклора, минимализма и электроники. Его творчество получило признание как публики, так и ведущих музыкантов, таких как Херби Хэнкок, Чик Кориа и Брэд Мелдау.
В 2015 году Амасян вернулся на постоянное проживание в Армению, где продолжает свою творческую деятельность и проводит мастер-классы.

## Творчество и стиль
Основу творческого метода Тиграна Амасяна составляет интеграция армянской народной традиции с элементами джаза, прогрессивного рока и академической музыки. Армянский фольклор оказывает влияние на все уровни его композиторской и исполнительской практики — от мелодических интонаций до композиционных форм. Для его произведений характерны модальные лады и сложные нечетные размеры (5/8, 7/8, 11/8), формирующие полиритмическую структуру. Особое внимание Амасян уделяет адаптации вокальных приёмов армянской традиции: он использует полуречитатив, имитацию таблы и импровизации, основанные на материалах народных песен и духовных гимнов.
Среди ориентиров в работе с национальным наследием он называет композиторов Авета Тертеряна и Арно Бабаджаняна, внесших вклад в осмысление армянской музыкальной традиции в рамках академической композиции. Эти принципы нашли отражение в альбомах Luys i Luso (2015), An Ancient Observer (2017), For Gyumri (2018) и The Bird of a Thousand Voices (2023), в которых использованы традиционные армянские мелодии, церковные хоралы и собственные композиции, навеянные культурной памятью.
Амасян начал интересоваться джазом с раннего возраста под влиянием Телониуса Монка, Арта Тейтума, Майлза Дэвиса и других музыкантов, чьё творчество он изучал под руководством Ваагна Айрапетяна. В его произведениях сочетаются джазовая импровизация и влияния прогрессивного рока, особенно заметные в альбомах Red Hail (2009), Shadow Theater (2013) и The Call Within (2020). Эти работы включают элементы тяжёлого рока, электроники, дабстепа и хип-хопа. Некоторые приёмы исполнения — вокальное сопровождение и игра в узком регистровом диапазоне — сближают манеру Амасяна с подходами Кита Джарретта.
Значительное место в его творчестве занимают эксперименты с полифонией и минимализмом. Альбом Luys i Luso представляет собой полифоническую обработку армянских одноголосных церковных гимнов с элементами импровизации. Минималистские стратегии, включая повторяющиеся мотивы и акцент на пространственном звучании, также реализованы в альбомах Mockroot (2015) и Atmosphères (2016). Последний записан в сотрудничестве с Арве Хенриксеном, Эйвиндом Аарсетом и Яном Бангом и отличается звуковой аскетикой и отсылками к народной мелодике.
В альбоме StandArt (2022) Тигран Амасян обратился к американским джазовым стандартам, что выделяет его среди преимущественно авторских релизов. В составе фортепианного трио (с басистом Мэттом Брюэром и барабанщиком Джастином Брауном), а также с приглашёнными музыкантами — Джошуа Редманом, Марком Тёрнером и Эмброузом Акинмусайром — он исполнил композиции Элмо Хоупа, Чарли Паркера, Джерома Керна и других. Характерной особенностью аранжировок являются нечетные размеры, прогрессивные гармонии и элементы пост-бопа и неосоула.

## Влияние и признание
Тигран Амасян получил международное признание за новаторский подход к интеграции армянской народной музыки с джазом, прогрессивным роком и элементами электронной музыки. Критики отмечают его способность синтезировать разнородные стилистические элементы в целостную и индивидуализированную музыкальную палитру. По мнению музыкального обозревателя Джона Льюиса (The Guardian), Амасян представляет собой «самого горячего пианиста в джазе», совмещающего бибоп, трэш-метал, дабстеп и армянский фольклор. Джон Фордэм (The Guardian) характеризует его произведения как «энергичные хиты с мощными грувами», в которых народные интонации переплетаются с электронными текстурами.
В рецензии на альбом The Call Within журнал DownBeat отмечает концептуальный характер записи, описывая её как «путешествие по внутренним картам», где пианист выступает в роли «игривого и живого гида». JazzTimes в отзыве на An Ancient Observer подчёркивает «широту выразительных средств», включая использование хоровых партий, ритмических структур и оркестровых слоёв. Издание All About Jazz обращает внимание на сложность объединения влияний армянского фольклора, минимализма и электронной музыки в рамках авторского стиля. Радиостанция NPR в рамках программы All Things Considered охарактеризовала творчество Амасяна как «монументальное сочетание традиций и современных форм». По мнению издания San Francisco Classical Voice, пианист «создаёт уникальную звуковую ткань, переплетая армянскую культуру и импровизационный джаз».
Музыкант получил высокую оценку со стороны выдающихся представителей джазовой сцены. Так, после победы Амасяна в Международном конкурсе джазовых пианистов имени Телониуса Монка, Херби Хэнкок назвал его своим «учителем». Восхищение виртуозностью и оригинальностью пианиста также высказывали Чик Кориа и Брэд Мелдау.
По наблюдению Кормака Ларкина (The Irish Times), концертный тур, сопровождавший выпуск альбома Luys i Luso, способствовал возвращению древней армянской духовной музыки к её историческим источникам, укрепив международный авторитет музыканта. По его же мнению, проект продемонстрировал актуальность этой музыкальной традиции в XXI веке. Альбом A Fable способствовал закреплению за Амасяном репутации «пианиста-рассказчика», способного совмещать традиционные мелодии с современными средствами джазовой импровизации. Его творчество оказало влияние на новое поколение музыкантов, стимулируя интерес к синтезу национальных музыкальных традиций с современными джазовыми формами. Эти тенденции были отмечены в ряде академических исследований, в которых анализируются характерные приёмы Амасяна, включая асимметричную метрику и полиритмию.

## Награды и номинации
| Год  | Награда / Конкурс                                  | Категория / Результат                        | Место проведения      |
| ---- | -------------------------------------------------- | -------------------------------------------- | --------------------- |
| 2002 | Concours International de Piano-Jazz Martial Solal | 3-я премия                                   | Париж, Франция        |
| 2003 | Jazz à Juan Révélations                            | 1-я премия (инструментальный джаз)           | Жуан-ле-Пен, Франция  |
| 2003 | Concours de Piano du Montreux Jazz Festival        | Приз критики и публики (1-я премия)          | Монтрё, Швейцария     |
| 2005 | Concours de Piano-Jazz de Moscou                   | 3-я премия                                   | Москва, Россия        |
| 2005 | 8ème Concours de Solistes de Jazz                  | 1-я премия                                   | Монако                |
| 2006 | Thelonious Monk Institute of Jazz                  | 1-я премия                                   | Вашингтон, США        |
| 2006 | Concours International de Piano-Jazz Martial Solal | 2-я премия                                   | Париж, Франция        |
| 2013 | Vilcek Prize for Creative Promise                  | Современная музыка                           | США                   |
| 2015 | Paul Acket Award                                   | Лауреат премии на North Sea Jazz Festival    | Роттердам, Нидерланды |
| 2016 | ECHO Jazz                                          | Лауреат                                      | Германия              |
| 2021 | Deutscher Jazzpreis                                | Фортепиано / клавишные (международная сцена) | Германия              |

## Ноты
Весной 2018-го в Музыкальном издательстве Саввы Терентьева (Terentyev Music Publishing Company) вышло первое официальное нотное издание Тиграна Амасяна. Ноты были изданы в цифровом виде. Издание включает в себя три пьесы для фортепиано: Этюд №1, «Markos and Markos» и «Lilac».

## Дискография
| Год  | Альбом/EP                                                            | Лейбл            | Позиции (Ultratop, BE) | Позиции (SNEP, FR) | Позиции (UK Jazz & Blues Albums) | Позиции (Schweizer Hitparade) |
| ---- | -------------------------------------------------------------------- | ---------------- | ---------------------- | ------------------ | -------------------------------- | ----------------------------- |
| 2006 | World Passion                                                        | Nocturne         | –                      | –                  | –                                | –                             |
| 2007 | New Era                                                              | Plus Loin Music  | –                      | –                  | –                                | –                             |
| 2009 | Red Hail                                                             | Plus Loin Music  | –                      | –                  | –                                | –                             |
| 2011 | A Fable                                                              | Verve            | –                      | 70                 | –                                | –                             |
| 2011 | EP №1                                                                | Decca Records    | –                      | –                  | –                                | –                             |
| 2013 | Shadow Theater                                                       | Verve            | 127                    | 63                 | –                                | –                             |
| 2015 | Mockroot                                                             | Nonesuch Records | –                      | 97                 | –                                | –                             |
| 2015 | Luys i Luso                                                          | ECM Records      | –                      | 68                 | –                                | –                             |
| 2015 | Mockroot                                                             | Nonesuch Records | –                      | –                  | –                                | –                             |
| 2016 | Atmosphères                                                          | ECM Records      | –                      | –                  | –                                | –                             |
| 2017 | An Ancient Observer                                                  | Nonesuch Records | 111                    | 191                | 19                               | 74                            |
| 2018 | For Gyumri                                                           | Nonesuch Records | –                      | –                  | –                                | –                             |
| 2019 | They Say Nothing Stays the Same (Original Motion Picture Soundtrack) | Seebedon Records | –                      | –                  | –                                | –                             |
| 2020 | The Call Within                                                      | Nonesuch Records | –                      | –                  | 10                               | –                             |
| 2022 | StandArt                                                             | Nonesuch Records | –                      | –                  | 14                               | –                             |
| 2024 | The Bird of a Thousand Voices                                        | Naïve            | –                      | 11                 | –                                | –                             |

### Совместные проекты
| Год  | Название альбома       | Исполнители                                                                     | Лейбл                | Роль                  |
| ---- | ---------------------- | ------------------------------------------------------------------------------- | -------------------- | --------------------- |
| 2012 | Lobi                   | Стефан Галлан, Мэджик Малик, Тигран Амасян и др.                                | Outhere Music France | Пианист, аранжировщик |
| 2012 | Liberetto              | Ларс Даниэльссон, Тигран Амасян, Магнус Эстрём, Арве Хенриксен, Джон Парричелли | ACT Music            | Пианист, композитор   |
| 2013 | Jazz-Iz Christ         | Jazz-Iz Christ (проект Сержa Танкяна)                                           | Serjical Strike      | Клавишник             |
| 2013 | The World Begins Today | Оливье Богэ, Тигран Амасян, Сэм Минаи, Джефф Баллард                            | Naïve                | Пианист               |

### Избранные записи в качестве приглашённого музыканта
- Modes of Limited Transcendence (2008) — альбом американского гитариста Джина Эсса, в котором Амасян учувствовал на электрическом пианино в составе квартета с Тайшейном Сори и Харви С[49].
- Abu Nawas Rhapsody (2010) — альбом тунисского удиста и вокалиста Дафера Юссефа, где Амасян выступил пианистом в составе интернационального ансамбля[50].
- Lines of Oppression (2010) — авторский проект джазового барабанщика Ари Хёнига, в котором Амасян выступил на фортепиано, а также как вокалист и битбоксер[51][52].
- PunkBop Live at Smalls (2010) — концертный альбом Ари Хёнига, записанный в клубе Smalls в Нью-Йорке, с участием Амасяна на фортепиано[53].
- Victoria (2013) — саундтрек к фильму «Виктория», записанный Ян Баном, Эриком Оноре, Гауте Стораасом и Арве Хенриксеном; Амасян исполнил партии фортепиано[54].
- Lexington (2014) — альбом американского гитариста Уэйна Крамера и ансамбля The Lexington Arts Ensemble, где Амасян участвовал как пианист[55].

- Imagined Frequencies (2015) — альбом армяно-американского гитариста Вага́ни (Vahagni), в котором Амасян выступил на фортепиано[56].

## Личная жизнь
В 2015 году женился на Елене Амасян, фотографии их свадебной церемонии были опубликованы на официальной странице музыканта в Facebook. В одном из недавних проектов Тигран благодарит «свою жену Елену Амасян за безграничную любовь, веру и доверие» и посвящает альбом своему сыну.

## Общественная деятельность
С 2017 года Амасян является одним из основателей и ведущим сторонником Armenian Scholarship Fund при Berklee College of Music, инициативы, направленной на предоставление стипендий талантливым и финансово нуждающимся армянским студентам с целью их профессионального и культурного развития.
В рамках сотрудничества с ONEArmenia и Berklee он участвует в сборе средств и отборе кандидатов, выступая на благотворительных мероприятиях и продвигая фонд в международных сообществах.
В 2018 году Амасян лично отобрал двух молодых армянских музыкантов для участия в Пятинедельной летней программе по исполнительскому мастерству (Five-Week Summer Performance Program) Berklee College of Music.
Регулярно выступает в качестве приглашённого артиста и члена жюри на Berklee Middle Eastern Festival, объединяющем студентов, преподавателей и музыкантов из разных стран для популяризации музыки Ближнего Востока и Кавказа (включая выпуски 2018 и 2022 годов).
Проводит мастер-классы и открытые лекции по импровизации и синтезу жанров на международных джаз-фестивалях и в академических учреждениях, способствуя культурному обмену и развитию профессиональных связей между музыкантами разных стран.